# Chiva (Armenia)
Chiva (in armeno Չիվա?) è un comune di 892 abitanti (2001) della Provincia di Vayots Dzor in Armenia.